# والتر دافيسون
والتر دافيسون (بالألمانية: Walther Davisson) (15 ديسمبر 1885 - 18 يوليو 1973) هو عازف كمان وقائد ألماني.

## حياتها
ولد دافيسون في فرانكفورت أم ماين. درس في فرانكفورت في معهد Hoch Conservatory من 1900 إلى 1906 مع يوهان ناريت كونينج وأدولف ريبنر ، حيث عزف على الكمان الرباعي الثاني من 1906 إلى 1913. كما قام بتدريس الكمان في فرانكفورت حتى عام 1918. بعد عدة سنوات كقائد للموسيقى الأوركسترا ونائب المدير ماكس باور في معهد لايبزيغ الموسيقي ، أصبح دافيسون نفسه مديرًا لتلك المؤسسة في عام 1932 ، ومن عام 1950 إلى عام 1954 ، شغل منصب المدير الفني لمعهد الموسيقى الموسيقية المشترك Musikhochschule و Hoch في فرانكفورت.
كان دافيسون أيضًا نشطًا كمحرر. من بين الأعمال التي نُشرت في طبعاته ، أول كتاب لجاك فيريول مازاس بعنوان دراسات بريلانت والكمان كونسيرتي من تأليف لودفيج سبور وبيير رود.
كقائد ، قام دافيسون بعمل تسجيلات في الخمسينيات من القرن الماضي للعلامة الأمريكية Vox ، بما في ذلك العديد من عروض كونسيرتي مع عازف البيانو فريدريش فوهرر.
توفي في 18 يوليو 1973 في مدينة باد هومبورغ.